# Сведенцов, Николай Иванович
Николай Иванович Сведенцов (1831—1886) — русский искусствовед, театральный критик и педагог.

## Биография
Родился в 1831 году в семье Ивана Семёновича и Веры Никитичны Сведенцовых.
В 1856 году окончил полный курс в Главном педагогическом институте и был выпущен из него без назначения в учебное заведения, — домашним наставником. С 1858 года преподавал сначала историю, а затем и статистику в Технологическом институте (а также русский язык в заштатном классе в 1864 году). В 1868—1875 годах был преподавателем русского языка и словесности в педагогических классах Александровского училища.
Также он преподавал сценическое искусство в Санкт-Петербургском театральном училище. Им было составлено «Руководство к изучению сценического искусства».
Умер 5 (17) апреля 1886 года в Санкт-Петербурге.